# Biserica Stratenia
Biserica Stratenia este o clădire istorică din Iași, astăzi dispărută, care a fost sediu mitropolitan până în 1766. Biserica, cu hramul Întâmpinarea Domnului, a fost construită în anul 1682 de către doamna Anastasia a lui Gheorghe Duca și a fost demolată pentru a permite construirea noii Catedrale Mitropolitane din Iași.

## Istoricul clădirii
Prima biserică mitropolitană cunoscută este Biserica Albă care a fost situată aproximativ pe locul pe care este amplasată actuala Biserică Sfântul Gheorghe. Antonie Ruset, după ce a restaurat biserica Sfântul Nicolae Domnesc, a transferat aici sediul mitropolitan, lăsând în părăsire această mică biserică. Noul sediu mitropolitan nu era însă unanim agreat astfel încât Anastasia, doamna lui Gheorghe Duca, a hotărât să construiască pe cheltuiala sa o nouă biserică mitropolitană.
Noua biserică, cu hramul Stratenia (Întâmpinarea Domnului) și Sfântul Nicolae, a fost construită alături de Biserica Albă, spre Ulița Mare, o parte din teren fiind cumpărat iar alta provenind de la cimitirul Bisericii Albe. Biserica a fost sfințită în 1682 și a fost sediu mitropolitan până în 1766 când acesta s-a mutat în biserica Sfântul Gheorghe, construită alături, pe locul fostei Biserici Albe. Biserica Stratenia a rămas paraclis pentru elevii Academiei lui Grigore al III-lea Ghica.
Biserica Stratenia a fost demolată în 1833, pe locul ei fiind înălțată actuala Catedrală mitropolitană din Iași.

## Legături externe
- Nicolae Pintilie (18 septembrie 2013), „Iașii dispărutelor biserici”, Doxologia.ro, accesat în 7 iulie 2014
- Andi Emanuel Mihalache, „Biserica „Sf. Gheorghe Vechi"”, Monumente de arhitectură. Patrimoniul istoric și arhitectural Iași, România, pe situl DJCCPCN Iași, arhivat din original la 19 februarie 2014, accesat în 8 iulie 2014